# Silo Klein Kussewitz

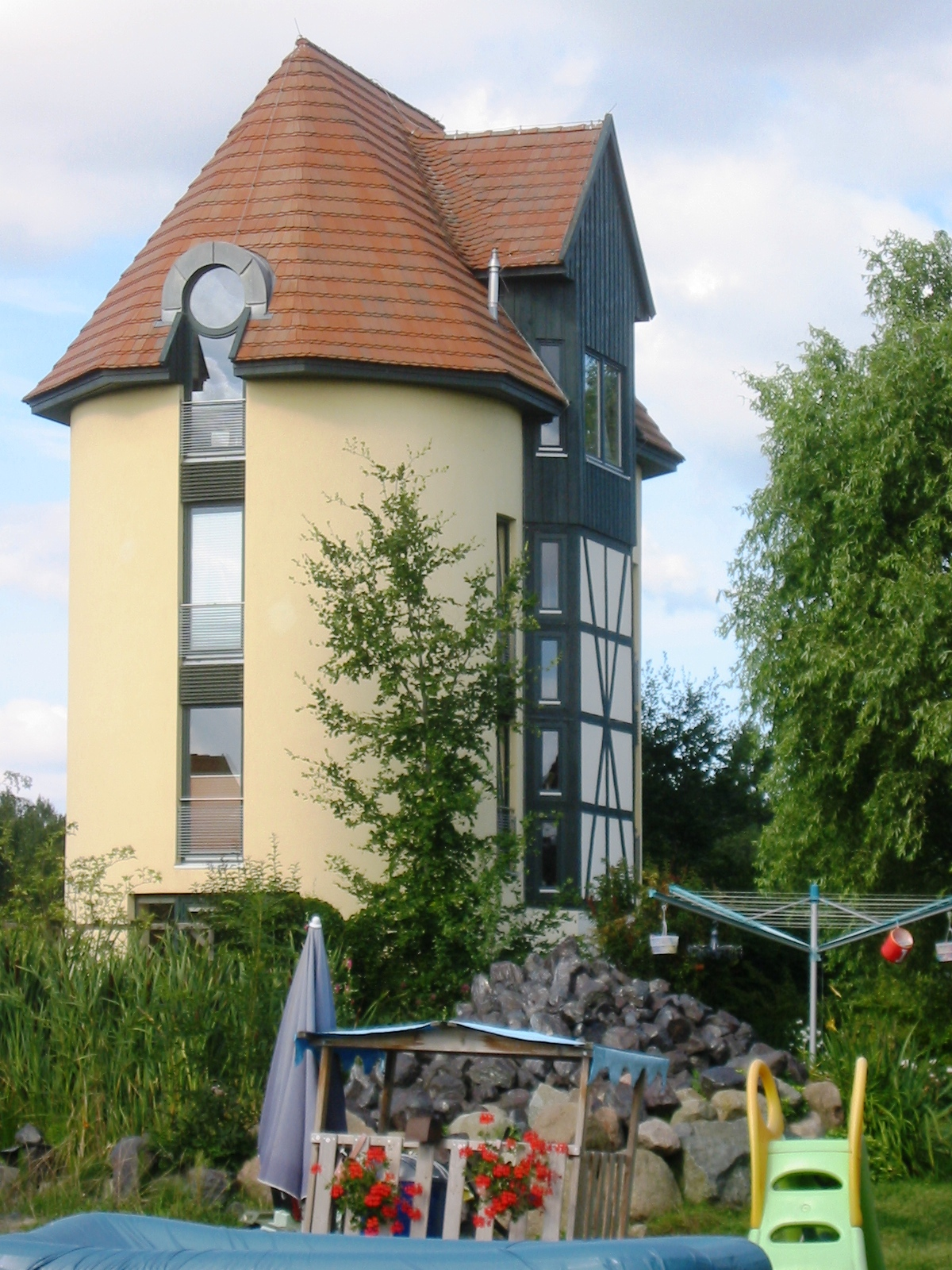
Silo in Klein Kussewitz

Der Silo Klein Kussewitz ist ein seit 1990 denkmalgeschütztes Bauwerk in Klein Kussewitz, Gemeinde Bentwisch im Landkreis Rostock in Mecklenburg-Vorpommern (Deutschland). 

## Geschichte
Das Bauwerk wurde 1928 als Silo errichtet und bis in die 1970er Jahre für die Aufbewahrung von Rübenschnitt genutzt. Es gehört zu einem Ensemble, welches um das Gutshaus Klein Kussewitz errichtet wurde. Der damalige Gutsbesitzer Kulenkampff transportierte hier mit Hilfe eines Krans und einer Lore das Futter für seine Milchkühe in das Silo.

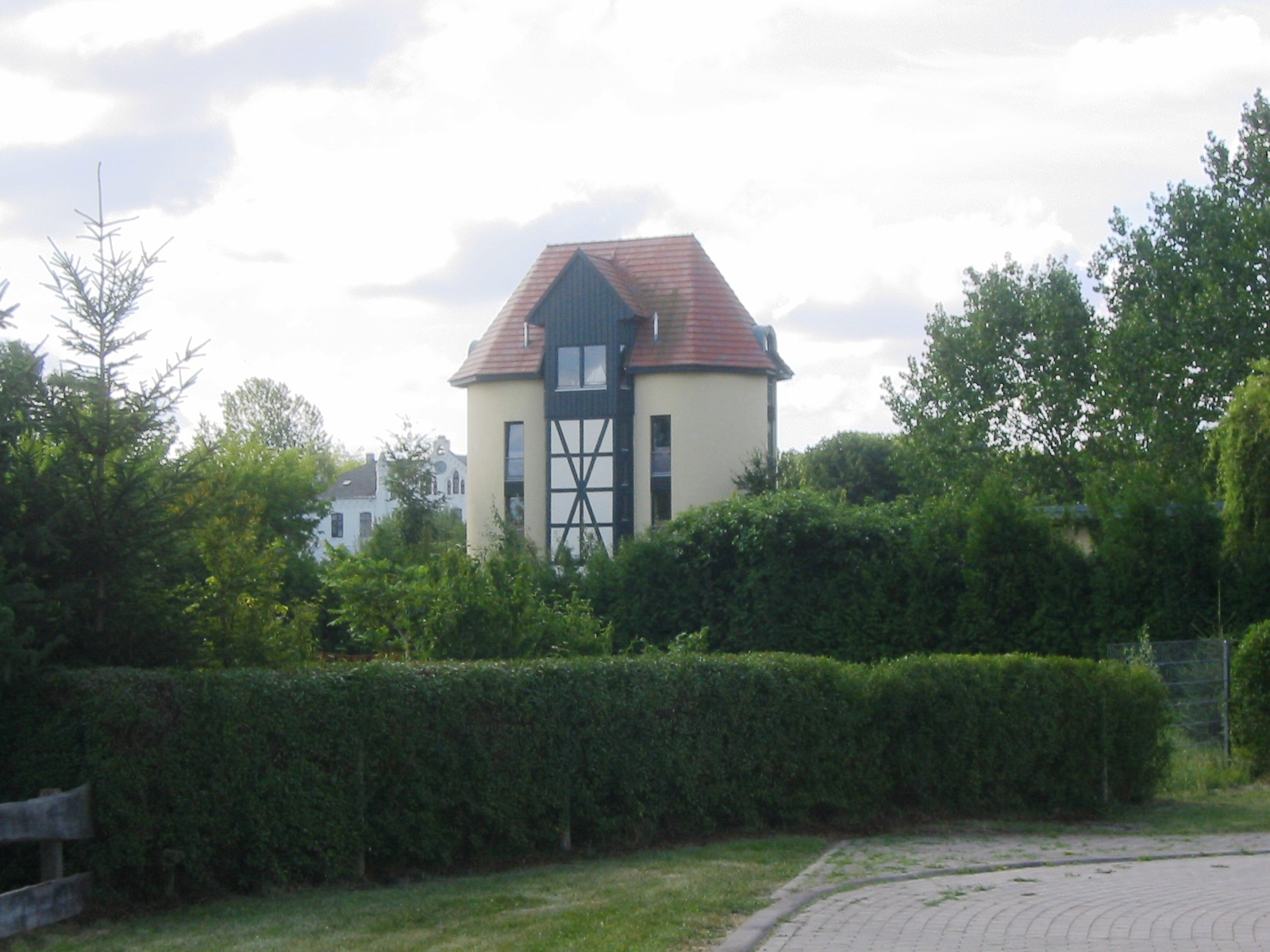
Ansicht von der Hauptstraße

Zur Zeit der DDR wurde der Silo durch eine LPG genutzt. Nach der Wende verfiel das Objekt, bis es 2000 von einem privaten Investor zu einem Wohngebäude umgebaut wurde. Dabei entstanden mittels einer Investition von rund 150.000 Euro rund 140 m² Wohnfläche. Für den Umbau mussten die zwei vorhandenen Röhren aus Backstein entkernt und unter Beachtung statischer Vorgaben umgebaut werden. Die neu eingezogenen Decken stellten dabei ein besonderes Problem dar, da die Röhren längs aufgeschnitten werden mussten und die Wände eine Stärke von bis zu einem halben Meter aufwiesen. Der Dachstuhl wurde um 20 Zentimeter aufgestockt. Dabei sollte bei der Deckung der Biberschwänze keine Kante entstehen, da diese dem Original nicht entsprochen hätten. Ebenso wurden die Dachziegel in Kronendeckung angebracht.